# 1991 في الولايات المتحدة
فيما يلي قوائم الأحداث التي وقعت خلال عام 1991 في الولايات المتحدة.

## أحداث
- 11 سبتمبر – كونتيننتال إكسبريس الرحلة 2574
- 1 فبراير – خطوط الولايات المتحدة الجوية الرحلة 1493
- 3 مارس – يونايتد إيرلاينز الرحلة 585

## سياسة

### تعيين في المنصب
- 1 يناير – جون أدلر عضو مجلس ولاية نيوجيرسي.
- 1 يناير – جون إنجلر حاكم ميشيغان [الإنجليزية]‏.
- 1 يناير – دينيس رايمر نائب رئيس أركان جيش الولايات المتحدة [الإنجليزية]‏.
- 1 يناير – مارك بريور مجلس نواب أركنساس.
- 2 يناير – ليندا لينغل Mayor of Maui County [الإنجليزية]‏.
- 3 يناير – بول سيلوتشى نائب حاكم ماساتشوستس [الإنجليزية]‏.
- 3 يناير – بيرني ساندرز عضو مجلس النواب الأمريكي.
- 3 يناير – جون بينر عضو مجلس النواب الأمريكي.
- 3 يناير – ريك سانتورم عضو مجلس النواب الأمريكي.
- 3 يناير – مايك روندز عضو مجلس ولاية داكوتا الجنوبية [الإنجليزية]‏.
- 3 يناير – نيل أبركرومبي عضو مجلس النواب الأمريكي.
- 3 يناير – واين ألارد عضو مجلس النواب الأمريكي.
- 3 يناير – واين جيلكرست عضو مجلس النواب الأمريكي.
- 8 يناير – بادي ماكاي نائب حاكم فلوريدا [الإنجليزية]‏.
- 9 يناير – سوني بيردو عضو مجلس ولاية جورجيا.
- 14 يناير – جوان فيني حاكم كانساس [الإنجليزية]‏.
- 14 يناير – جورج فوينوفيتش حاكم ولاية أوهايو  [لغات أخرى]‏.
- 15 يناير – آن ريتشاردز حاكم ولاية تكساس.
- 15 يناير – جيم غاي تاكر نائب حاكم أركنساس [الإنجليزية]‏.
- 6 مارس – فايف سيمنتون حاكم ولاية أريزونا  [لغات أخرى]‏.
- 22 مارس – لامار ألكسندر وزير التعليم الأمريكي.
- 8 مايو – صموئيل جونسون عضو مجلس النواب الأمريكي.
- 14 أغسطس – هوارد دين حاكم فيرمونت [الإنجليزية]‏.
- 6 نوفمبر – روبرت غيتس مدير الاستخبارات المركزية.
- 26 نوفمبر – وليام بي بر نائب عام الولايات المتحدة.

### انتهاء فترة المنصب
- 1 يناير – بول سيلوتشى عضو مجلس ولاية ماساتشوستس.
- 1 يناير – توم كول عضو مجلس ولاية أوكلاهوما.
- 1 يناير – جوردون رسل سوليفان نائب رئيس أركان جيش الولايات المتحدة [الإنجليزية]‏.
- 1 يناير – جيمس بلانشارد حاكم ميشيغان [الإنجليزية]‏.
- 1 يناير – ديك زيمر عضو مجلس ولاية نيوجيرسي.
- 1 يناير – صموئيل جونسون عضو مجلس نواب تكساس.
- 3 يناير – بيل نيلسون عضو مجلس النواب الأمريكي.
- 3 يناير – والتر فونتروي عضو مجلس النواب الأمريكي.
- 8 يناير – ريك بيري عضو مجلس نواب تكساس.
- 14 يناير – جوان فيني Kansas State Treasurer [الإنجليزية]‏.
- 14 يناير – نيل غولدشميت حاكم ولاية أوريغون [الإنجليزية]‏.
- 14 يناير – هنري لويس بيلمن حاكم أوكلاهوما [الإنجليزية]‏.
- 15 يناير – آن ريتشاردز Texas State Treasurer [الإنجليزية]‏.
- 4 أبريل – جون هاينز عضو مجلس الشيوخ الأمريكي.
- 15 أغسطس – ديك ثورنبورغ نائب عام الولايات المتحدة.
- 31 أغسطس – وليام هيدجكوك وبستر مدير الاستخبارات المركزية.
- 8 أكتوبر – إيلين تشاو نائب وزير النقل الأمريكي [الإنجليزية]‏.
- 6 نوفمبر – روبرت غيتس نائب مستشار الأمن القومي (الولايات المتحدة).
- 15 ديسمبر – صموئيل ك سكينر وزير النقل الأمريكي.

## رياضة
- 1 يناير – أمريكا المفتوحة 1991
- 10 مارس – جائزة الولايات المتحدة الكبرى 1991 الفائز آيرتون سينا.

## ظهور
- 1 يناير – ثري 6 مافيا
- 1 يناير – جائزة إيغ نوبل
- 1 يناير – ديث ميتال
- 1 يناير – ريج أغينست ذا ماشين
- 1 يناير – صحة مرضى السكري
- 1 يناير – ليس لدي أي شيء

## أفلام
من الأفلام التي صدرت هذه السنة في الولايات المتحدة:
- 1 يناير – النسر الحديدي 3 من إخراج جون جلان (مخرج أفلام).
- 1 يناير – أبطال عاصفة الصحراء من إخراج Don Ohlmeyer [الإنجليزية]‏.
- 1 يناير – أمير المد والجزر من إخراج باربرا سترايساند.
- 1 يناير – الإيقاظ من إخراج بيني مارشال، Alain Cuniot  [لغات أخرى]‏.
- 1 يناير – السم من إخراج تود هينز.
- 1 يناير – المخلوقات 3 من إخراج كريستين بيترسون [الإنجليزية]‏.
- 1 يناير – الملك الصياد من إخراج تيري غيليام.
- 1 يناير – بجزي من إخراج باري ليفنسون.
- 1 يناير – تأثير مزدوج من إخراج شيلدون ليتيش [الإنجليزية]‏.
- 1 يناير – توي سولجرز من إخراج دانييل بيتري.
- 1 يناير – ثيلما ولويز من إخراج ريدلي سكوت.
- 1 يناير – ذا كيلنغ جيم من إخراج سام فيرستينبرغ.
- 1 يناير – ذا هيت مان من إخراج آرون نوريس.
- 1 يناير – ذا هيومن شايد من إخراج تيد بوست.
- 1 يناير – زان دالي من إخراج Sam Pillsbury [الإنجليزية]‏.
- 1 يناير – عروس إعادة التنشيط من إخراج بريان يوزنا.
- 1 يناير – فتاتي من إخراج Howard Zieff [الإنجليزية]‏.
- 1 يناير – لعبة طفل 3 من إخراج جاك بيندر.
- 1 يناير – ليس بدون ابنتي من إخراج براين جيلبرت.[1]
- 1 يناير – من أجل العدالة من إخراج جون فلين (مخرج).
- 1 يناير – نقطة فاصلة من إخراج كاثرين بيغلو.
- 30 يناير – صمت الحملان من إخراج جوناثان ديم.
- 22 مارس – المستقنع السري من إخراج Michael Pressman [الإنجليزية]‏.[2]
- 30 مارس – سلاحف النينجا من إخراج ستيف بارون.
- 7 يونيو – معاطف المدينة من إخراج رون أندروود.[3]
- 3 يوليو – تيرميناتور 2: يوم الحساب من إخراج جيمس كاميرون.
- 9 نوفمبر – يرقص مع الذئاب من إخراج كيفين كوستنر.
- 10 نوفمبر – وحيد في المنزل من إخراج كريس كولومبوس.
- 30 نوفمبر – بؤس من إخراج روب راينر.
- 6 ديسمبر – إدوارد ذو الأيدي المقصات من إخراج تيم برتون.
- 20 ديسمبر – جي اف كي من إخراج أوليفر ستون.
- 25 ديسمبر – الجزء الثالث من إخراج فرانسيس فورد كوبولا.

## برامج ومسلسلات وأنمي
- غارفيلد والأصدقاء
- أبناء توم وجيري
- تايني تون

## موسيقى

### ألبومات
من الألبومات التي صدرت هذه السنة في الولايات المتحدة:
- 17 سبتمبر – إيموشن من غناء ماريا كاري.
- 22 نوفمبر – دينجرس من غناء مايكل جاكسون.

## كتب
من الكتب التي صدرت هذه السنة في الولايات المتحدة:
- 1 يناير – الحب المحرر من تأليف فرنسين ريفرز.
- 1 يناير – الخطة اللانهائية من تأليف إيزابيل الليندي.
- 1 يناير – الخيار شمشون من تأليف سيمور هيرش.
- 1 يناير – الموجة الثالثة التحول الديمقراطي في أواخر القرن العشرين من تأليف صامويل هنتنجتون.
- 1 يناير – حب كبير من تأليف دانيال ستيل.
- 1 يناير – رد الفعل: الحرب غير المعلنة ضد المرأة الأمريكية من تأليف Susan Faludi [الإنجليزية]‏.
- 1 يونيو – دخيلة من تأليف ديانا غابالدون.

## مواليد

### يناير
- 1 يناير – جواهر أحمد
- 1 يناير – غلين رايس جونيور لاعب كرة سلة أمريكي.
- 1 يناير – مابيلين كابيلو عارضة من الولايات المتحدة الأمريكية.
- 2 يناير – جاسمين توكس عارضة من الولايات المتحدة الأمريكية.
- 3 يناير – أو دي أنوسيك لاعب كرة سلة أمريكي.
- 3 يناير – داريوس موريس لاعب كرة سلة من الولايات المتحدة الأمريكية.
- 5 يناير – مايك فيست ممثل من الولايات المتحدة الأمريكية.
- 6 يناير – ويل بارتون لاعب كرة سلة أمريكي.
- 8 يناير – جريج سميث لاعب كرة سلة من الولايات المتحدة الأمريكية.
- 9 يناير – خافيير ثامس لاعب كرة سلة أمريكي.
- 10 يناير – لورين إمبري لاعبة كرة مضرب من الولايات المتحدة الأمريكية.
- 14 يناير – آيك أزوتام لاعب كرة سلة من الولايات المتحدة الأمريكية.
- 16 يناير – كيلي فاريس لاعبة كرة سلة أمريكية.
- 18 يناير – تيني غالون لاعب كرة سلة أمريكي.
- 20 يناير – سيارا هانا ممثلة أمريكية.
- 20 يناير – ليلي لابو ممثلة إباحية أمريكية.[4]
- 28 يناير – مالوري بورديت لاعبة كرة مضرب أمريكية.

### فبراير
- 1 فبراير – براندون تريش لاعب كرة سلة من الولايات المتحدة الأمريكية.
- 2 فبراير – نيل واتسون
- 5 فبراير – تيرينس روس لاعب كرة سلة من الولايات المتحدة الأمريكية.
- 8 فبراير – ويل شيري لاعب كرة سلة أمريكي.
- 10 فبراير – إيما روبرتس ممثلة أمريكية.
- 10 فبراير – براندين كاري لاعب كرة سلة من الولايات المتحدة الأمريكية.
- 10 فبراير – رامون غالواي لاعب كرة سلة من الولايات المتحدة الأمريكية.
- 10 فبراير – سامانثا هوبيس عارضة أزياء أمريكية.
- 11 فبراير – جيك أودوم لاعب كرة سلة من الولايات المتحدة الأمريكية.
- 11 فبراير – دي جاي ريتشاردسون لاعب كرة سلة أمريكي.
- 12 فبراير – آرون كرافت لاعب كرة سلة أمريكي.
- 14 فبراير – كيلسي بارلو لاعب كرة سلة أمريكي.
- 17 فبراير – فيل برسي لاعب كرة سلة أمريكي.
- 18 فبراير – جيريمي وايت ممثل أمريكي.
- 18 فبراير – ماليس جو ممثلة أمريكية.
- 19 فبراير – أدريان باين لاعب كرة سلة أمريكي.
- 19 فبراير – سي جاي هاريس لاعب كرة سلة أمريكي.
- 19 فبراير – هوغو سينتينو جونيور ملاكم من الولايات المتحدة الأمريكية.
- 21 فبراير – كيليان لارسون لاعب كرة سلة أمريكي.
- 21 فبراير – ماركيل ستاركس لاعب كرة سلة أمريكي.
- 24 فبراير – أوشيا جاكسون جونيور ممثل ومغني راب.
- 24 فبراير – إميلي دي دوناتو عارضة من الولايات المتحدة الأمريكية.
- 25 فبراير – توني أولر ممثل أمريكي.
- 28 فبراير – ديفين بوكر لاعب كرة سلة من الولايات المتحدة الأمريكية.

### مارس
- 2 مارس – تيانا هوكينز لاعبة كرة سلة أمريكية.
- 6 مارس – جون جنكينز لاعب كرة سلة أمريكي.
- 7 مارس – إيان كلارك لاعب كرة سلة أمريكي.
- 8 مارس – ديفون وركهايسر
- 14 مارس – غوتوكو ساكاي لاعب كرة قدم ياباني.[5]
- 14 مارس – كندري بيري ممثل من الولايات المتحدة الأمريكية.
- 15 مارس – راي دالتون موسيقي أمريكي.
- 16 مارس – جستين كوبس لاعب كرة سلة أمريكي.
- 16 مارس – ريجي بولوك لاعب كرة سلة أمريكي.
- 17 مارس – توماس روبنسون لاعب كرة سلة أمريكي.
- 17 مارس – ديفين بريتون لاعب كرة مضرب أمريكي.
- 18 مارس – سولومون هيل لاعب كرة سلة أمريكي.
- 18 مارس – فيكتور رود لاعب كرة سلة أمريكي.
- 19 مارس – ستان أوكوي
- 19 مارس – غاريت كلايتون الممثل الأمريكي، المغني والراقص.[6]
- 22 مارس – كينيون ماكنيل لاعب كرة سلة أمريكي.
- 25 مارس – سايشل غابرييل
- 25 مارس – هولدن غراينر لاعب كرة سلة أمريكي.
- 27 مارس – جوش سيلبي لاعب كرة سلة أمريكي.
- 27 مارس – شاين ويتنغتون لاعب كرة سلة أمريكي.
- 28 مارس – ايمي بروكنر ممثلة أمريكية.[7]
- 28 مارس – جوردان ماكراي لاعب كرة سلة أمريكي.
- 30 مارس – NF

### أبريل
- 2 أبريل – كويفو رابر من الولايات المتحدة الأمريكية.
- 3 أبريل – هايلي كيوكو
- 3 أبريل – هوليس تومسون لاعب كرة سلة أمريكي.
- 4 أبريل – آسيا محمد لاعبة كرة مضرب أمريكية.
- 4 أبريل – جاك كولي لاعب كرة سلة أمريكي.
- 4 أبريل – جاكلين جابلونسكي عارضة من الولايات المتحدة الأمريكية.
- 4 أبريل – جيمي لين سبيرز[8]
- 9 أبريل – أمبير لي كونورز
- 9 أبريل – رايان كيلي لاعب كرة سلة أمريكي.
- 10 أبريل – إيه جيه ميشالكا
- 10 أبريل – رويس وايت لاعب كرة سلة أمريكي.
- 11 أبريل – تييرا روفين برات لاعبة كرة سلة أمريكية.
- 17 أبريل – كلينثوني إيرلي لاعب كرة سلة أمريكي.
- 19 أبريل – روس سميث لاعب كرة سلة أمريكي.
- 20 أبريل – آلي ويل لاعبة كرة مضرب أمريكية.
- 22 أبريل – ريان هاررو لاعب كرة سلة من الولايات المتحدة الأمريكية.
- 28 أبريل – كريستيان واتفورد لاعب كرة سلة أمريكي.
- 30 أبريل – براندون بول لاعب كرة سلة أمريكي.

### مايو
- 1 مايو – روسكو سميث لاعب كرة سلة أمريكي.
- 1 مايو – كريغن داو ممثل أمريكي.
- 2 مايو – أيزياه كنان لاعب كرة سلة أمريكي.
- 2 مايو – فاراكو[9]
- 2 مايو – لايشيا كلارندون لاعبة كرة سلة أمريكية.
- 2 مايو – مالك وينز لاعب كرة سلة أمريكي.
- 9 مايو – إريك جرين لاعب كرة سلة أمريكي.
- 12 مايو – كيني بوينتون لاعب كرة سلة أمريكي.
- 15 مايو – نيت ولترز لاعب كرة سلة أمريكي.
- 16 مايو – جوي غراسيفا[10]
- 17 مايو – دانييل لي ممثل أمريكي.
- 19 مايو – ليندسي بيلاس
- 22 مايو – جاريد كننغهام لاعب كرة سلة أمريكي.
- 25 مايو – ديريك وليامز لاعب كرة سلة أمريكي.
- 26 مايو – جولينا روز ممثلة من الولايات المتحدة الأمريكية.[11]
- 29 مايو – كيسي براثر لاعب كرة سلة أمريكي.
- 31 مايو – أزيليا بانكس[12]
- 31 مايو – فرح أبراهام[13]

### يونيو
- 3 يونيو – تشيس تابلي لاعب كرة سلة أمريكي.
- 3 يونيو – كارفل أندرسون لاعب كرة سلة أمريكي.
- 4 يونيو – تشيس بوكانان لاعب كرة مضرب أمريكي.
- 4 يونيو – جوردن هيندسن ممثلة أمريكية.
- 9 يونيو – ريجي كيلي لاعب كرة سلة أمريكي.
- 10 يونيو – آرون أندرسون لاعب كرة سلة من الولايات المتحدة الأمريكية.
- 12 يونيو – جاي جاي مان لاعب كرة سلة أمريكي.
- 12 يونيو – راي ماكالوم جونيور لاعب كرة سلة أمريكي.
- 15 يونيو – إميلي هارمان لاعبة كرة مضرب أمريكية.
- 18 يونيو – ويلا هولاند ممثلة أمريكية.
- 21 يونيو – جيريمي تايلر لاعب كرة سلة أمريكي.
- 24 يونيو – ديفيد ستوكتون لاعب كرة سلة أمريكي.
- 24 يونيو – لاسان كروما لاعب كرة سلة أمريكي.
- 24 يونيو – ماكس إهريش ممثل أمريكي.
- 25 يونيو – سي جاي ليزلي لاعب كرة سلة أمريكي.
- 26 يونيو – ديونتي بيرتون لاعب كرة سلة أمريكي.
- 29 يونيو – أديسون تيملين ممثلة أمريكية.
- 29 يونيو – كاواي ليونارد لاعب كرة سلة من الولايات المتحدة الأمريكية.

### يوليو
- 1 يوليو – مايك موسكالا لاعب كرة سلة أمريكي.
- 2 يوليو – ترافيس بدر لاعب كرة سلة أمريكي.
- 3 يوليو – كريس جونز لاعب كرة سلة من الولايات المتحدة الأمريكية.
- 3 يوليو – كيندال ويليامز لاعب كرة سلة أمريكي.
- 7 يوليو – ديفون ألان ممثل أمريكي.[14]
- 7 يوليو – فيتي واب
- 7 يوليو – ناثان براون درّاج طريق من الولايات المتحدة الأمريكية.
- 9 يوليو – رايلي ريد ممثلة إباحية أمريكية.
- 9 يوليو – ميتشل موسو
- 12 يوليو – إريك سوليفان ممثل أمريكي.
- 14 يوليو – شاباز نابير
- 15 يوليو – تروي دانيلز لاعب كرة سلة أمريكي.
- 15 يوليو – ديريك فافورز لاعب كرة سلة أمريكي.
- 16 يوليو – الكسندرا شيب ممثلة أمريكية.[15]
- 18 يوليو – ماندي روز[16]
- 20 يوليو – أليك بوركس لاعب كرة سلة أمريكي.
- 20 يوليو – كيرا كازانتسيف عارضة من الولايات المتحدة الأمريكية.
- 21 يوليو – جمال فرانكلين لاعب كرة سلة أمريكي.
- 23 يوليو – رودني ويليامز لاعب كرة سلة أمريكي.
- 23 يوليو – فيديل مالدونادو ملاكم من الولايات المتحدة الأمريكية.
- 25 يوليو – براندون ديفيز لاعب كرة سلة أمريكي.[17]
- 29 يوليو – رودني ماكجرودر لاعب كرة سلة أمريكي.

### أغسطس
- 1 أغسطس – جيريل بينيمون لاعب كرة سلة من الولايات المتحدة الأمريكية.
- 1 أغسطس – ديفيد هوتون
- 2 أغسطس – دالتون داي
- 5 أغسطس – دي جاي كوفينغتون لاعب كرة سلة أمريكي.
- 5 أغسطس – رونالد روبرتس لاعب كرة سلة من الولايات المتحدة الأمريكية.
- 9 أغسطس – أليكسا بليس مصارعة محترفة من الولايات المتحدة الأمريكية.[18]
- 10 أغسطس – كوري هوكينز لاعب كرة سلة من الولايات المتحدة الأمريكية.
- 12 أغسطس – كريس ميدلتون لاعب كرة سلة أمريكي.
- 12 أغسطس – لامار باترسون لاعب كرة سلة أمريكي.
- 13 أغسطس – نيكيتا هوبكنز ممثل أمريكي.
- 17 أغسطس – أوستن باتلر[19]
- 19 أغسطس – كيندال مارشال لاعب كرة سلة أمريكي.
- 21 أغسطس – أيجا تايلور لاعبة كرة سلة أمريكية.
- 26 أغسطس – ديلن أوبراين ممثل أمريكي.
- 26 أغسطس – روبي ألدريدج عارضة من الولايات المتحدة الأمريكية.[20]
- 26 أغسطس – غوس هوفمان
- 28 أغسطس – ديشون توماس لاعب كرة سلة أمريكي.
- 29 أغسطس – بيير جاكسون لاعب كرة سلة أمريكي.
- 30 أغسطس – جاكلين كاكو لاعبة كرة مضرب أمريكية.

### سبتمبر
- 1 سبتمبر – فوكوان إدوين لاعب كرة سلة أمريكي.
- 2 سبتمبر – جياسي زارديس لاعب كرة قدم أمريكي.[21]
- 2 سبتمبر – ناتاشا هوارد لاعبة كرة سلة أمريكية.
- 4 سبتمبر – كارتر جنكينز ممثل أمريكي.
- 7 سبتمبر – جو هاريس لاعب كرة سلة أمريكي.
- 8 سبتمبر – تايلر ستون لاعب كرة سلة أمريكي.
- 8 سبتمبر – ويز خليفة مغني راب أمريكي.
- 9 سبتمبر – جوليا بوسوروب لاعبة كرة مضرب أمريكية.
- 11 سبتمبر – فيلوس
- 13 سبتمبر – سي جاي فير لاعب كرة سلة من الولايات المتحدة الأمريكية.
- 15 سبتمبر – جوردان مورغان لاعب كرة سلة أمريكي.
- 16 سبتمبر – جمال أولاسوير
- 16 سبتمبر – كاميرون كلارك لاعب كرة سلة أمريكي.
- 18 سبتمبر – ريفز نيلسون لاعب كرة سلة أمريكي.
- 18 سبتمبر – كاميرون آيرز لاعب كرة سلة أمريكي.
- 19 سبتمبر – أندريه دوكنز لاعب كرة سلة أمريكي.
- 19 سبتمبر – سي جاي مكولوم لاعب كرة سلة من الولايات المتحدة الأمريكية.
- 20 سبتمبر – سبنسر لوك ممثلة أمريكية.[22]
- 21 سبتمبر – توني جونسون لاعب كرة سلة أمريكي.
- 23 سبتمبر – ميلاني أودين لاعبة كرة مضرب أمريكية.[23]
- 24 سبتمبر – بيري جونز لاعب كرة سلة أمريكي.
- 25 سبتمبر – أليكساندر روسي سائق سيارة سباق من الولايات المتحدة الأمريكية.
- 25 سبتمبر – أنتوني إيرلاند لاعب كرة سلة أمريكي.
- 27 سبتمبر – توماس مان ممثل أمريكي.[24]
- 29 سبتمبر – شي كيلي

### أكتوبر
- 2 أكتوبر – ريفن باربر لاعب كرة سلة من الولايات المتحدة الأمريكية.
- 6 أكتوبر – روشون فيجان
- 7 أكتوبر – إيليا أوباد لاعب كرة سلة أمريكي.
- 7 أكتوبر – جانغ نيكول[25]
- 10 أكتوبر – مايكل كارتر ويليامز لاعب كرة سلة أمريكي.
- 12 أكتوبر – جاي دي بيتش متسابق دراجات نارية من الولايات المتحدة الأمريكية.
- 13 أكتوبر – تريفور ليسي لاعب كرة سلة أمريكي.
- 18 أكتوبر – تايلر بوسي ممثل أمريكي.
- 19 أكتوبر – كول ديكرسون
- 20 أكتوبر – فرقان دوجان
- 22 أكتوبر – لورنس ألكسندر لاعب كرة سلة من الولايات المتحدة الأمريكية.
- 23 أكتوبر – هاليل كاناسيفيتش لاعب كرة سلة مونتينيغري.
- 27 أكتوبر – غاريت جاكسون لاعب كرة سلة من الولايات المتحدة الأمريكية.
- 30 أكتوبر – جاريل إدي لاعب كرة سلة أمريكي.

### نوفمبر
- 1 نوفمبر – ديفيون بيري لاعب كرة سلة أمريكي.
- 1 نوفمبر – لانغستون هول لاعب كرة سلة من الولايات المتحدة الأمريكية.
- 4 نوفمبر – أدريانا تشيتشيك ممثلة إباحية أمريكية.
- 6 نوفمبر – دورون لامب لاعب كرة سلة أمريكي.
- 8 نوفمبر – أوستن هولينز لاعب كرة سلة من الولايات المتحدة الأمريكية.
- 8 نوفمبر – خيسوس مجدلينو ملاكم مكسيكي.
- 10 نوفمبر – تيريل ستوجلين لاعب كرة سلة من الولايات المتحدة الأمريكية.
- 11 نوفمبر – توني سنيل لاعب كرة سلة أمريكي.
- 11 نوفمبر – دومينيك إليوت
- 13 نوفمبر – مات بينيت ممثل أمريكي.[26]
- 14 نوفمبر – أليكس كيرك لاعب كرة سلة أمريكي.
- 14 نوفمبر – غراهام مارتن ممثل أمريكي.
- 15 نوفمبر – شايلين وودلي ممثلة أمريكية.[27]
- 18 نوفمبر – لاكوينتون روس لاعب كرة سلة أمريكي.
- 19 نوفمبر – جيسون بريكمان لاعب كرة سلة من الولايات المتحدة الأمريكية.
- 22 نوفمبر – تاريك بلاك لاعب كرة سلة أمريكي.
- 25 نوفمبر – براندون جيفرسون لاعب كرة سلة من الولايات المتحدة الأمريكية.
- 29 نوفمبر – ماجي لوكاس لاعبة كرة سلة من الولايات المتحدة الأمريكية.

### ديسمبر
- 1 ديسمبر – ركيم كريسماس لاعب كرة سلة أمريكي.
- 2 ديسمبر – براندون نايت لاعب كرة سلة أمريكي.
- 2 ديسمبر – تشارلي بوث مغني أمريكي.
- 4 ديسمبر – أندريه روبرسون لاعب كرة سلة أمريكي.
- 6 ديسمبر – ستيفن هولت لاعب كرة سلة أمريكي.
- 6 ديسمبر – كوكو فانديواغ لاعبة كرة مضرب من الولايات المتحدة الأمريكية.
- 9 ديسمبر – لانغستون غالاوي لاعب كرة سلة أمريكي.
- 10 ديسمبر – ديون وايترز لاعب كرة سلة أمريكي.
- 14 ديسمبر – أوفست[28]
- 14 ديسمبر – سامانثا بيزيك لاعبة جمباز فني من الولايات المتحدة الأمريكية.
- 15 ديسمبر – كونور دالي سائق سيارة سباق من الولايات المتحدة الأمريكية.
- 19 ديسمبر – جوش هويستيس لاعب كرة سلة أمريكي.
- 20 ديسمبر – جيليان روز ريد ممثلة أمريكية.
- 23 ديسمبر – تريفور ريليفورد لاعب كرة سلة أمريكي.
- 23 ديسمبر – صوفيا بلاك ديليا ممثلة أمريكية.
- 24 ديسمبر – إريك مورلاند لاعب كرة سلة أمريكي.
- 30 ديسمبر – بابلو كروز لاعب كرة قدم من الولايات المتحدة الأمريكية.
- 31 ديسمبر – كيلسي بون لاعبة كرة سلة من الولايات المتحدة الأمريكية.

## وفيات

### يناير
- 1 يناير – والتر هدسون (مواليد 1944)
- 7 يناير – لويس أوتو وليامز (مواليد 1908) عالم نبات أمريكي.
- 11 يناير – كارل ديفيد أندرسون (مواليد 1905)[29]
- 14 يناير – ديفيد أركين (مواليد 1941)[30]
- 14 يناير – مايلز كوبلاند (مواليد 1916) عازف جاز من الولايات المتحدة الأمريكية.
- 17 يناير – سكوت سبيتشر (مواليد 1957) ضابط من الولايات المتحدة الأمريكية.
- 18 يناير – هاميلتون فيش الثالث (مواليد 1888) سياسي أمريكي.[31]
- 19 يناير – جون راسيل (مواليد 1921) ممثل أمريكي.[32]
- 19 يناير – دون بيدو (مواليد 1903)[33]
- 28 يناير – ريد جرانج (مواليد 1903) لاعب كرة قدم أمريكية.[34]
- 30 يناير – جون باردين (مواليد 1908)[35]

### فبراير
- 3 فبراير – نانسي كولب (مواليد 1921)[36]
- 6 فبراير – داني توماس (مواليد 1912)[37]
- 21 فبراير – جون شيرمان كوبر (مواليد 1901) سياسي أمريكي.[38]
- 24 فبراير – جورج جوبل (مواليد 1919)[39]
- 24 فبراير – ويب بيرس (مواليد 1921) موسيقي أمريكي.[40]

### مارس
- 1 مارس – إدوين لاند (مواليد 1909)[41]
- 1 مارس – ماري روسي (مواليد 1959)[42]
- 16 مارس – لاتاشا هارلنز (مواليد 1975)
- 21 مارس – ليو فيندر (مواليد 1909)[43]

### أبريل
- 1 أبريل – مارثا غراهام (مواليد 1894)[44]
- 4 أبريل – جون هاينز (مواليد 1938) سياسي أمريكي.[45]
- 5 أبريل – سوني كارتر (مواليد 1947) رائد فضاء أمريكي.[46]
- 10 أبريل – كيفن بيتر هال (مواليد 1955)[47]
- 28 أبريل – تومي بول (مواليد 1909) ملاكم من الولايات المتحدة الأمريكية.[48]
- 28 أبريل – كين كورتيس (مواليد 1916) ممثل أمريكي.[49]

### مايو
- 9 مايو – أدريان أنتوني سبيرز (مواليد 1910)
- 22 مايو – ديريك هنري ليهمر (مواليد 1905) رياضياتي أمريكي.[50]
- 23 مايو – ديفيد اتش فريش (مواليد 1918) فيزيائي أمريكي.

### يونيو
- 11 يونيو – ألفين بنيامين روبين (مواليد 1920)
- 19 يونيو – جين آرثر (مواليد 1900)[51]
- 25 يونيو – مايكل هايدلبرغر (مواليد 1888)[52]

### يوليو
- 2 يوليو – لي ريميك (مواليد 1935)[53]
- 8 يوليو – جيمس فرانسيسكوس (مواليد 1934)[54]
- 15 يوليو – روجر ريفال (مواليد 1909)[55]
- 20 يوليو – جو مارتينيلي (مواليد 1916) لاعب كرة قدم أمريكي.
- 28 يوليو – راي فيليكس (مواليد 1930) لاعب كرة سلة من الولايات المتحدة الأمريكية.

### أغسطس
- 5 أغسطس – بول براون (مواليد 1907)
- 6 أغسطس – هاري ريسونر (مواليد 1923) صحفي أمريكي.[56]
- 8 أغسطس – جيمس إروين (مواليد 1930) رائد فضاء أمريكي.[57]
- 13 أغسطس – جيمس روزفلت (مواليد 1907) سياسي أمريكي.[58]
- 17 أغسطس – دون دوبينز (مواليد 1928) ممثل أمريكي.[59]
- 23 أغسطس – فلورنس باربارا سيبرت (مواليد 1897) عالمة كيمياء حيوية من الولايات المتحدة الأمريكية.[60]
- 23 أغسطس – هارلان هوبارت العرسان (مواليد 1900)
- 26 أغسطس – رون ليفينغستون (مواليد 1925) لاعب كرة سلة أمريكي.

### سبتمبر
- 7 سبتمبر – إدوين ماكميلان (مواليد 1907) فيزيائي أمريكي.[61]
- 8 سبتمبر – أليكس نورث (مواليد 1910) ملحن أمريكي.[62]
- 8 سبتمبر – براد ديفيز (مواليد 1949) ممثل أمريكي.[63]
- 15 سبتمبر – جون هويت (مواليد 1905)[64]
- 17 سبتمبر – فرانك نيتتير (مواليد 1906) الطبيب الرسّام.[65]
- 24 سبتمبر – دكتور سوس (مواليد 1904)[66]
- 25 سبتمبر – جورج ألبرت هاريس (مواليد 1913) رسام أمريكي.
- 28 سبتمبر – جيمس كولمان (مواليد 1914) سياسي أمريكي.[67]
- 28 سبتمبر – مايلز ديفيس (مواليد 1926)[68]
- 29 سبتمبر – لو نوفا (مواليد 1913)
- 30 سبتمبر – كينغ فينسكي (مواليد 1910) ملاكم من الولايات المتحدة الأمريكية.[69]

### أكتوبر
- 24 أكتوبر – جين رودينبيري (مواليد 1921)[70]

### نوفمبر
- 25 نوفمبر – إليانور أودلي (مواليد 1905) ممثلة أمريكية.[71]
- 26 نوفمبر – ديهل بيرتي (مواليد 1921) ممثل أمريكي.
- 27 نوفمبر – هاري سميث (مواليد 1923)[72]
- 29 نوفمبر – رالف بيلامي (مواليد 1904)[73]

### ديسمبر
- 1 ديسمبر – جورج ستيجلر (مواليد 1911) عالم اقتصاد أمريكي.[74]
- 3 ديسمبر – جورج لوت (مواليد 1906) لاعب كرة مضرب من الولايات المتحدة.
- 4 ديسمبر – بيرترام ثوماس كومبس (مواليد 1911)[75]
- 9 ديسمبر – برنيس ابوت (مواليد 1898) مصورة أمريكية.[76]
- 12 ديسمبر – هارولد سانت جون (مواليد 1892) عالم نبات أمريكي.
- 17 ديسمبر – كارل شاي (مواليد 1908) لاعب كرة سلة من الولايات المتحدة الأمريكية.
- 19 ديسمبر – هوي دالمار (مواليد 1922)
- 21 ديسمبر – شيلدون ماير (مواليد 1917) كاتب من الولايات المتحدة الأمريكية.[77]
- 22 ديسمبر – جيمس شيبمان فليتشر (مواليد 1919)[78]
- 23 ديسمبر – جين ميلفورد (مواليد 1902) مونتير من الولايات المتحدة الأمريكية.
- 28 ديسمبر – جاك أوبوشون (مواليد 1924) ممثل أمريكي.[79]
- 29 ديسمبر – جوي لاموتا (مواليد 1925)